# Procès au Vatican
Pour plus de détails, voir Fiche technique et Distribution.
Procès au Vatican est un film de procès français réalisé par André Haguet, sorti en 1952.

## Synopsis
Entrée au Convent de Carmel de Lisieux  en 1888, où elle restera durant neuf ans, Thérèse Martin est à sa mort canonisée sous le nom de Thérèse de Lisieux.

## Fiche technique
- Titre : Procès au Vatican
- Titre secondaire : La Vie de Sainte Thérèse de Lisieux
- Réalisation : André Haguet, assisté de Émile Roussel
- Scénario et dialogues : André Haguet et André Legrand
- Décors : Roland Quignon
- Costumes : Lucien Poly
- Photographie : Lucien Joulin
- Son : Julien Coutellier
- Montage : Charlotte Guilbert
- Musique : Maurice-Paul Guillot
- Société de production : Les Films Artistiques Français - Les Films Fernand Rivers
- Pays d'origine :  France
- Format :  Noir et blanc - 1,37:1 - 35 mm - Son mono
- Genre : Drame
- Durée : 115 minutes
- Date de sortie : 
  - France - 29 août 1952

## Distribution
- Marie-France : Thérèse Martin, enfant.
- France Descaut : Thérèse Martin, Sœur Thérèse de l'Enfant Jésus et de la Sainte Face
- Jean Debucourt : M. Martin
- Suzanne Flon : Pauline Martin, Mère Agnès de Jésus
- Catherine Fonteney : Mère Geneviève de Sainte-Thérèse
- Jean Yonnel : l'abbé Faure
- Valentine Tessier : Mère Marie de Gonzague
- Marcelle Géniat : Sœur Saint-Pierre
- Denis d'Inès : Mgr Hugonin, évêque de Bayeux et Lisieux
- Jean Meyer : l'abbé Deltroëtte
- Josette Arno
- Albert Dinan
- Anne Carrère
- François Darbon
- Jeanne Herviale
- Jane Faber
- Jacqueline Jehanneuf
- Georges Vitray
- Jacqueline Cartier
- Guy-Henry
- Roger Bontemps
- Jany Vallières